# 韩国铁道公社319000系电力动车组
韩国铁道公社319000系电力动车组（：／）是韩国铁道公社的一款通勤型电力动车组，在首都圈电铁1号线运营。

## 概况
319000系电力动车组是广域电铁的列车，是交流用车辆，列车自5000系的519（2007年该列车在永登浦站发生了严重碰撞，导致损毁严重，由剩余8节列车改成）、579和580号改造而成，由现代Rotem负责改造，在2008年正式使用。运行于首都圈电铁1号线的京釜高速线（永登浦-光明区间）以及首都圈电铁京义线（仅高峰时期）。列车客室车门为内藏门(319001-319005、319008-319010採用電動門，而319006及319007則採用氣動門)，每节车厢共4对车门，列车在两端设有紧急出口，目前均为4编组，319001-319004配属于九老车辆基地,319005配属于文山车辆基地，319008-319010配属于始兴车辆基地（2025年之后改配属于里门车辆基地）。列车已全部安装液晶显示屏。

## 编组
|          | 319000 ←光明/首尔方向永登浦/文山方向→ |            |            |             |
| 車廂編號 | 1                                     | 2          | 3          | 4           |
| 集電弓   |                                       | ◇◇         | ◇◇         |             |
| 形式區分 | 3190XX (Tc)                           | 3191XX (M) | 3192XX (M) | 3199XX (Tc) |
| 动力单元 | 单元1                                 | 单元1      | 单元2      | 单元2       |
| 其他設備 |                                       |            |            |             |
| 安裝機器 | CP,SIV,BT                             | Mtr,VVVF   | Mtr,VVVF   | CP,SIV,BT   |
| 車輛重量 | 33.0t                                 | 38.0t      | 42.0t      | 33.0t       |
| 載客量   | 148人                                 | 160人      | 160人      | 148人       |

範例
- VVVF：主控制裝置（VVVF變頻器）
- Mtr：主變壓器
- SIV：靜式變流器
- CP：電動空氣壓縮機
- BT：蓄電池